# Wahlenbergia albomarginata
Wahlenbergia albomarginata är en klockväxtart som beskrevs av William Jackson Hooker. Wahlenbergia albomarginata ingår i släktet Wahlenbergia och familjen klockväxter.

## Underarter
Arten delas in i följande underarter:
- W. a. albomarginata
- W. a. decora
- W. a. flexilis
- W. a. laxa
- W. a. olivina